# Co z oczu, to z serca
Co z oczu, to z serca (ang. Out of Sight) – amerykańska komedia kryminalna z 1998 roku w reżyserii Stevena Soderbergha, zrealizowana na podstawie powieści Elmore’a Leonarda.

## Fabuła
Jack Foley to przystojny złodziej. Niestety, ma dużego pecha i po raz trzeci zostaje schwytany. Grozi mu 30 lat więzienia. Zbiec pomaga mu jego kumpel, Buddy. Podczas ucieczki Buddy porywa policjantkę Karen Sisco. I ona i Jack zaczynają do siebie coś czuć. Ale Jack ma „skok” do wykonania, a Karen będzie go ścigać.

## Obsada
- George Clooney jako Jack Foley
- Jennifer Lopez jako Karen Sisco
- Ving Rhames jako Buddy Bragg
- Catherine Keener jako Adele
- Don Cheadle jako Maurice Miller
- Luis Guzmán jako Chino
- Steve Zahn jako Glenn Michaels
- Nancy Allen jako Midge
- Albert Brooks jako Scroggins
- Viola Davis jako Moselle

## Produkcja
Zdjęcia kręcono w stanie Michigan (m.in. w Detroit).

## Nagrody
Amerykańska Gildia Scenarzystów 1999:
- WGA (najlepszy scenariusz na podstawie materiałów wcześniej wyprodukowanych lub opublikowanych Scott Frank)

Amerykańskie Stowarzyszenie Krytyków Filmowych 1999:
- NSFC
  - najlepszy film
  - najlepszy reżyser (Steven Soderbergh)
  - najlepszy scenariusz (Scott Frank)

Bostońskie Stowarzyszenie Krytyków Filmowych 1998:
- BSFC
  - najlepszy film
  - najlepszy scenariusz (Scott Frank)